# TuneIn

TuneIn's logo

TuneIn是一家在线广播和播客平台，其公司总部位于美国旧金山。

## 简介
TuneIn的前身“RadioTime”由Bill Moore于2002年在得克萨斯州达拉斯创办，2010年改为现名。截至2018年9月，TuneIn平台上共有约12万个广播频道，每月听众数量达到7500万。用户可通过电脑网页、智能手机、平板电脑或其它智能设备使用TuneIn收听广播节目以及播客。TuneIn提供了免费版和付费版服务，付费版除了可收听电台直播以及播客节目外，还可收听部分体育赛事的直播以及去除广告的特权。